# Štefan Oľha
Štefan Oľha (3. května 1936 Solivar u Prešova – 19. srpna 2009 Košice) byl slovenský spisovatel, dramatik, dramaturg a televizní pracovník, otec Matúše Oľhy, Zuzany Oľhové, Kataríny a Anny Oľhové.

## Život
Štefan Oľha studoval na střední průmyslové škole dřevařské a v roce 1959 absolvoval Filologickou fakultu Vysoké školy pedagogické v Prešově, kde studoval obor slovenština a dějepis. Po skončení vysoké školy pracoval v programovém oddělení Krajského filmového podniku v Prešově, v letech 1960 až 1963 byl redaktorem literární redakce Slovenského rozhlasu v Košicích, v roce 1963 pracoval v Solivaru Prešov, v letech 1964 až 1968 působil jako redaktor a vedoucí redaktor podnikového časopisu Naše Chemko, v období 1968-1972 byl vedoucím Redakce zábavy Slovenské televize v Košicích. V čase normalizace byl z televize propuštěn. V letech 1972 až 1990 pracoval jako referent v podniku Výstavníctvo v Košicích, po listopadu 1989 byl plně rehabilitován. V roce 1990 pracoval jako vedoucí redaktor programu Slovenská televízia v Košicích a od roku 1995 byl ředitelem košického studia Slovenské televize. Byl také dramaturgem Malého divadelního studia v Košicích.

## Tvorba
Štefan Oľha knižně debutoval v roce 1967 dokumentární knihou Stopy. Ve své tvorbě se věnoval hlavně literatuře faktu. Ve svých dílech psal zejména o alkoholismu, předčasném sexuálním životě mladých lidí, nezralých manželstvích, problémech s drogami, životě v léčebnách a o mnoha dalších tématech. Kromě literatury faktu se věnoval též psaní dramatických děl pro televizi (televizní inscenace) a předloh pro dokumentární filmy. Pravidelně spolupracoval s rozhlasem a redakcemi slovenských periodík.

## Dílo
- 1967 – Stopy, kniha dokumentárního charakteru
- 1969 – Až na dno rozkoší, autentický příběh alkoholika
- 1980 – Horká chuť lásky, kniha o příliš mladých rodinách a důsledcích jejich rozpadu
- 1982 – Malé divadelné štúdio, dramatické texty
- 1984 – Drsný diktát drogy
- 1992 – Nebezpečný sex
- 1997 – V stredu v Kremli, fiktivní rozhovory se slovenskými a evropskými politiky
- 2009 – Ochotníci a profesionáli